# 스페이스 채널 5
《스페이스 채널 5》는 유나이티드 게임 아티스츠가 개발하고 모회사 세가가 배급한 음악 비디오 게임이다. 먼 미래의 방송국 스페이스 채널 5에서 근무하는 기자 울랄라가 주인공으로, 적들이 음악에 맞춰 내는 공격을 플레이어가 따라하는 리듬 게임 구조를 갖추고 있다.
미즈구치 테츠야가 여성 유저들을 대상으로 한 게임을 제작하기 위해 기획한 게임으로, 20여 명의 인원으로 2년 간의 개발 기간을 거쳐 완성했다. 작곡은 하타야 나오후미와 토코이 켄이치가 담당했으며, 1950년대 및 1960년대를 아우르는 빅 밴드 음악과 피터 가브리엘의 뮤직 비디오 등 으로부터 영감을 받은 배경음악과 화풍이 특징이다. 특히 게임 내에 주 모티브로 쓰이는 〈맥시칸 플라이어〉 (Mexican Flyer)는 캔 우드맨이 1966년에 발표한 같은 이름의 재즈 음악을 사용했다. 마이클 잭슨이 본인 역으로 카메오로 출연한다.
1999년 드림캐스트로 처음 출시됐으며 2002년에 플레이스테이션 2 이식판이 출시됐다. 2003년에는 아트가 개발한 게임보이 어드밴스 이식판이 《스페이스 채널 5: 울랄라의 코스믹 어택》이라는 제목으로 서양 지역에서만 출시됐다.
이후 2002년 후속작 《스페이스 채널 5: 파트 2》가 제작돼 발매됐으며, 주인공 울랄라는 《소닉 & 올스타즈 레이싱 트랜스폼드》, 《프로젝트 X 존》을 비롯한 각종 크로스오버 비디오 게임들에 세가를 대표하는 인물로서 출연했다. 2020년 2월에 가상현실 기기를 사용한 작품 《스페이스 채널 5 VR》이 출시됐다.

## 반응

### 드림캐스트
일본서 출시 당시 첫 주에 출고량 41,000장 중 44% 가량만이 판매되는 저조한 성적을 거뒀다. 최종적으로 판매량 93,600장을 기록하면서 일본에서 가장 많이 판매된 드림캐스트 40개의 작품에 등극했다.

## 참조
1. ↑  영어: Space Channel 5, 일본어: スペースチャンネル5
2. ↑  영어: Space Channel 5: Ulala's Cosmic Attack